# Píxeles por pulgada
Píxeles por pulgada (PPP), en inglés pixels per inch (PPI), es una medida de densidad de imagen que relaciona el número total de pixeles de un monitor con su tamaño en pulgadas (inches), en la dirección horizontal y en la dirección vertical. Esta medida es muchas veces confundida con el concepto de puntos por pulgada (DPI), aunque tal medida solo puede emplearse de forma adecuada cuando se refiere a la resolución de una impresora. PPI también puede ser usado para describir la resolución de un escáner o cámara digital, en este contexto es sinónimo de muestras por pulgada.
Para determinar los píxeles por pulgada (PPI) de un monitor, basta medir la longitud y altura, en pulgadas, de un cuadrado de un PPI dado (por ejemplo como el que se muestra de 200x200) usando una regla colocada sobre el monitor. Dividiendo la resolución dada (200 en nuestro ejemplo) por la longitud y la altura medida, dará respectivamente, el valor de PPI horizontal y vertical de la resolución del monitor. Así, cuanto mayor sea el número de ppi, mayor es la resolución y menor el tamaño de cada píxel, siempre y cuando se comparen dos monitores con una misma resolución de video (por ejemplo, dos monitores de 23" de horizontal).